# WB電視網
WB電視網（英語：The WB Television Network）是美國的一家電視台。於1995年1月11日開始播出。由華納兄弟公司經營。2006年1月24日，CBS集團與華納兄弟公司宣布將在秋季開播新的電視台The CW。2006年9月17日WB電視網停播，18日The CW開播。2008年4月28日，華納兄弟開通了網络電視網站The WB，播出此台之前播出的節目。

## 外部連結
- TheWB.com （页面存档备份，存于）（僅能於美國本土瀏覽）
- KidsWB.com （页面存档备份，存于）（部分內容僅能於美國本土瀏覽）